# Società Anonima per le Ferrovie di Reggio Emilia
La Società Anonima per le Ferrovie di Reggio Emilia (SAFRE) era una società italiana il cui oggetto sociale era la gestione di linee ferroviarie.

## Storia
La SAFRE, a capitale privato, nacque per la costruzione e gestione di ferrovie di interesse economico regionale della zona a sud del Po.
Nel 1860 a Reggio un comitato cittadino approntò il progetto di una Reggio-Lucca con diramazione per La Spezia. La prima tratta realizzata fu la tratta Reggio - Ventoso (fraz. di Scandiano) della linea per Sassuolo. Seguirono la Reggio - Guastalla con diramazione Bagnolo - Carpi e il prolungamento da Scandiano a Sassuolo.
Fu per rilevare l'esercizio della Reggio-Ventoso e della Reggio-Guastalla dalla ditta Anaclerio di Napoli che le aveva costruite, ma non era più in grado di esercirle, che nacque la SAFRE, con atto notarile del 27 settembre 1888. La neonata società aveva sede a Milano e direzione generale a Reggio Emilia.
Nel 1900 l'Amministrazione Provinciale propose alla detta società anche la realizzazione e l'esercizio della Reggio - Ciano cercando di affidargliene la costruzione ma con la partecipazione delle cooperative ai lavori.

La SAFRE rifiutò tale accordo e nel 1904 la costruzione della linea, terminata nel 1910, fu affidata al Consorzio Cooperativo di Produzione e Lavoro, costituitosi con l'unione di 27 cooperative. Al Consorzio fu anche affidato l'esercizio della ferrovia da esso costruita.
Oltre all'esercizio di linee ferroviarie la SAFRE diversificò le sue attività anche nel settore del trasporto della ghiaia estratta dal fiume Secchia. Altra attività importante svolta dalla SAFRE fu quella del commercio di prodotti agricoli,  svolta tramite sedici agenti operanti in Puglia e mediante la stipula di accordi con le aziende Cinzano e Gondrand per il trasporto in Italia e all'estero di vini e uve. Quest'ultimo ramo della società, per il quale era redatto un bilancio separato, chiuse nel 1917.
Tra il 1905 ed il 1907 la SAFRE ebbe in concessione anche la Ferrovia Margherita di Savoia Ofantino-Margherita di Savoia. La convenzione per la gestione della linea fu firmata a Firenze il 12 marzo 1905.
La gestione delle ferrovie reggiane rappresentò un momento felice sia per le economie locali sia per la ferrovia dell'Ofantino. Dopo due anni, però, le Ferrovie dello Stato rilevarono quest'ultima linea disdettando la convenzione.
A seguito di una grave crisi finanziaria e alla riduzione del traffico merci e viaggiatori, la società venne messa in liquidazione a partire dal 21 novembre 1935; le due linee ferroviarie reggiane passarono in gestione (con effetto dal 1º novembre 1935) al Consorzio Cooperativo Ferrovie Reggiane (CCFR), cui erano stati ceduti anche impianti, materiali d'esercizio e il personale.